# Davidov
Davidov je priimek več oseb:
- Aleksander Mihailovič Davidov, sovjetski general
- Denis Vasiljevič Davidov, ruski general, pesnik in dramatik
- Ivan Vasiljevič Davidov, sovjetski general
- Jevgenij Davidov, ruski hokejist
- Peter Danilovič Davidov, sovjetski general
- Peter Mikhalovič Davidov, sovjetski general
- Vitalij Davidov, ruski hokejist